# Issime
Issime ([isim], walserdeutsch Éischeme) ist eine norditalienische Gemeinde mit 381 Einwohnern (Stand 31. Dezember 2023) im Aostatal.
Issime ist das am südlichsten gelegene Dorf des historischen alemannischen (westoberdeutschen) Sprachraums und von diesem durch den frankoprovenzalischsprachigen Nachbarort Gaby getrennt. Die Bevölkerung spricht bzw. sprach wie im mittelbar benachbarten Gressoney traditionell Walserdeutsch, doch sind die beiden Dialekte derart unterschiedlich, dass sich deren Sprecher gegenseitig nicht ohne weiteres verstehen.

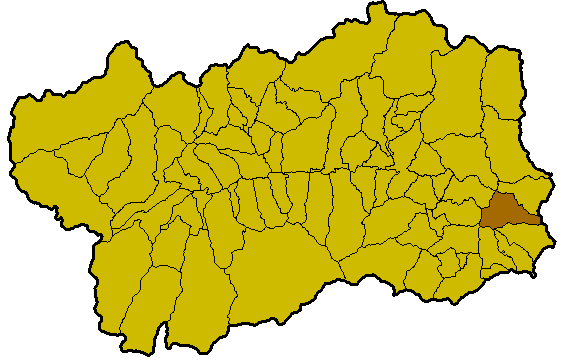
Lage von Issime im Aostatal

## Geographie
Die Gemeinde gehört der Union der Aostataler Walsergemeinden an und liegt im Lystal am Fluss Lys, welcher in Pont-Saint-Martin in die ebenfalls durch Issime fließende Dora Baltea mündet.
Issime besteht aus den Ortsteilen (auf Französisch und auf Töitschu) Grand Praz (Gran Proa), Crest (Krecht), Chincheré (Tschentschiri), Bioley (Biouley), Seingles (Zéngji), Seingles Dessus (Ds uabra Zéngji), Plane (Pioani), Ribola (Ribulu), Vecchaus (Vetschus), Riccourt (Rickurt), Riccourt Dessus (Ds uabra Rickurt), Rollie (Rolji), Crose (Kruasi), Riva (Réivu), Preit (Preite), Tontinel (Tuntelentsch), Fontaineclaire (Funtrunkieeru), Chef-lieu (Duarf), Grand Champ (Gran Tschamp), Cugna (Künju), Nicche (Nicke), Zan (San), Ceresole (Di Zinnisili), Praz (Proa), Proasch (Proasch), Champriond (Tschendriun), Stein (Stein) und Riccard (Rickard).

## Geschichte
Issime findet sich als Ussonia erstmals 1184 in einer Bulle von Papst Lucius III. bezeugt, die eine Liste der Kirchen enthält, welche dem Kapitel des Kollegiatstifts St. Ursus in Aosta zugehören. Die Bevölkerung bildete demnach schon Ende des 12. Jahrhunderts eine autonome Pfarrgemeinde. 1227 verliehen die Herren von Vallaise den Einwohnern von Issime und Gressoney eine Reihe von Freiheiten. 1228 tauschte das Kapitel von St. Ursus mit der Vogtei Verrès die mit der Kirche von Issime verbundenen weltlichen und geistlichen Rechte sowie Zehnten gegen Güter, die in der Nähe von Aosta lagen.
1239 werden erstmals zwei Deutschsprachige (teotonici) erwähnt, ein Wirt, der das Tavernenrecht in der Pfarrgemeinde Issime erhielt, und ein Zeuge. Dass ein Walser ein Tavernenrecht bekam, deutet darauf hin, dass diese zu dieser Zeit schon als in die Gemeinde integriert betrachtet werden müssen. Im frühen 14. Jahrhundert werden Örtlichkeitsnamen erwähnt, die auf ein Nebeneinander von romanischer und alemannischer Bevölkerung verweisen: das pratum teotonicorum („Wiese der Deutschen“) und die via teotonicorum („Weg der Deutschen“); 1336 ist von den montes usque ad feuda alamannorum („Berge bis zum Lehen der Alemannen“) die Rede. Man schließt aus den Beschreibungen, dass die Walser damals im Vallon de Saint-Grat siedelten, einem alpinen Seitental westlich des im Talgrund am Fluss Lys gelegenen Dorfes Issime. Die Konzentration der deutschen Örtlichkeitsnamen auf das Vallon de Saint-Grat und diejenige der romanischen Namen auf den Talboden bestätigt den Befund.
Die Pfarrgemeinde Issime war um 1600 in drei Drittelsgemeinden geteilt: den tiers du plan (etwa das heutige Dorf Issime mit seinen Außenweilern), den tiers de la montagne (das Vallon de Saint-Grat) und den tiers dessus (die seit 1952 selbständige Gemeinde Gaby). Ab 1683 bis in das frühe 18. Jahrhundert wurde die heutige Pfarrkirche erbaut. 1737 wurde auf Initiative von Jacquème Linty erstmals eine Knabenschule eingerichtet, an der in den Wintermonaten unterrichtet wurde. 1734 zählte die Pfarrgemeinde 1258 Einwohner (per Ende 2022 hatten die Einwohnergemeinden Issime und Gaby zusammen 802 Einwohner), 1773 berechnete der Pfarrer 1346 Einwohner, 1782 wurden von einer königlichen Delegation 1413 Personen, 8 Saumtiere, 754 Rinder und 951 Ziegen und Schafe gezählt. Eine deutlich tiefere Zahl nannte 1786 ein weiterer Pfarrer, nämlich 199 Familien beziehungsweise 870 Einwohner. Das Vallon de Saint-Grat befand sich damals schon im Zuge der allmählichen Abwanderung in den Talgrund: 1786 wurden für diesen Gemeindeteil nur noch 15 Familien oder 67 Einwohner gezählt; 1820 verbrachten dort lediglich noch zwei oder drei Familien den Winter.
Um 1882 wurde eine Konsumgenossenschaft gegründet, die ohne Zwischenhändler auskam, um ihre Mitglieder unter den bestmöglichen Bedingungen mit Grundnahrungsmitteln zu versorgen. Ab dem ausgehenden 19. Jahrhundert sank die Einwohnerzahl beträchtlich infolge von Auswanderung.
Die Pfarrgemeinde Issime hatte einst die kirchliche Jurisdiktion über das ganze obere Lystal inne. 1660 wurde Gressoney-Saint-Jean, 1686 Gressoney-La-Trinité und 1786 Gaby kirchenrechtlich selbständige Pfarrgemeinden.

## Sprachen und Dialekte

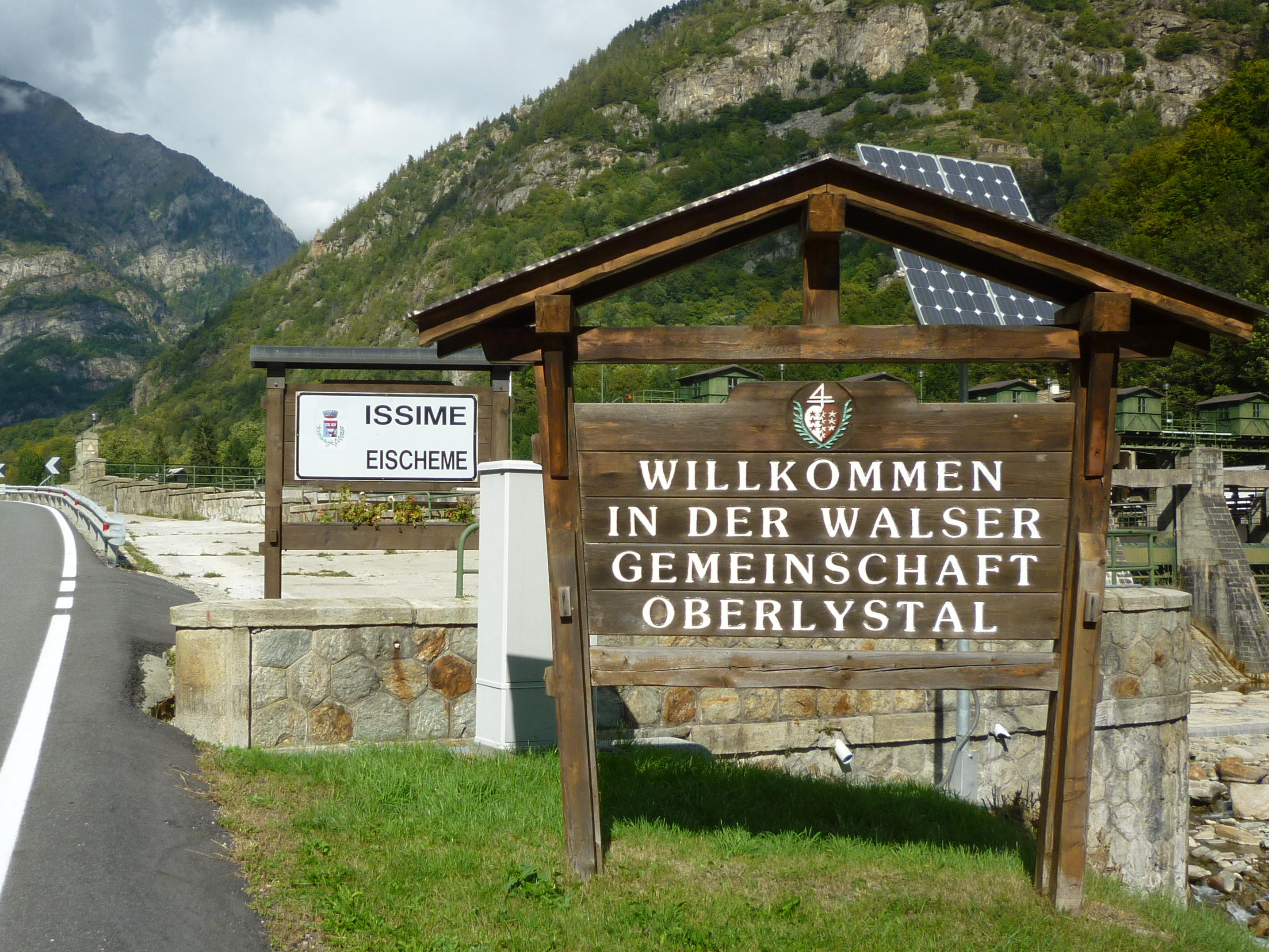
Hinweisschild auf die Walsergemeinschaft und zweisprachige Ortstafel am Ortseingang

Das höchstalemannische Töitschu hat seine Ursprünge bei den Walliser Siedlern – den sogenannten Walsern –, die um 1300 nach Süden auswanderten. Verglichen mit dem Dialekt von Gressoney hat das Issimedeutsch einerseits viele Altertümlichkeiten erhalten, wurde aber auch von den anderen in der Region gesprochenen Sprachen (hauptsächlich Frankoprovenzalisch, in jüngerer Zeit auch Italienisch) beeinflusst. Es weist zahlreiche Besonderheiten wie etwa Monophthongierung mittelhochdeutscher Diphthonge (etwa mhd. chuo > iss. Chuu ‚Kuh‘) und Diphthongierung mittelhochdeutscher Monophthonge (etwa mhd. hûs > iss. Hous ‚Haus‘) auf, womit es sich nicht nur vom Gressoneydeutschen, sondern überhaupt vom Hoch- und Höchstalemannischen abhebt; überdies ist das Töitschu die einzige südwalserische Mundart, welche die mittelhochdeutschen gerundeten Vokale nicht entrundet hat (etwa iss. hübsch ‚hübsch‘, nicht wie sonst bei den Südwalsern hibsch).
Unterrichtssprachen in der Schule sind Italienisch und Französisch, so dass die deutsche Mundart nach wie vor einem starken Assimilationsdruck ausgesetzt ist. Nur sehr wenige Kinder beherrschen noch den walserdeutschen Dialekt. Im Schuljahr 2008/2009 wurde an den Schulen in Issime und dem benachbarten Gressoney erstmals das Fach Deutsch eingeführt, wozu zwei Deutschlehrerinnen eingestellt wurden.
In jüngerer Zeit wurden zahlreiche Versuche unternommen, den rückläufigen Dialekt zu erhalten oder doch zumindest zu dokumentieren. So nimmt sich die 1967 gegründete Associazione Augusta der Förderung der Walserkultur an, und vom 1982 gegründeten Centro Studi e Cultura Walser, das sowohl für Issime als auch für Gressoney zuständig ist, wurde ein italienisch-issimedeutsches/issimedeutsch-italienisches Wörterbuch verfasst.
Eine Umfrage der Fondation Émile Chanoux aus dem Jahr 2001 ergab, dass Italienisch für 61,33 %, die traditionelle Volkssprache Töitschu für 22,33 % der Bevölkerung Muttersprache ist.
Hörtext:
Z’Éischeme, z’beerg ol im grunn, wénn mu het kheen antwier z’wacht, gschlecht, nachpara ol gséllji ischt gsinh dar brouch z’hannun as kollutziunh, sua auch vür a rüddu (troa hoei, troa mischt im moane, ecc.).

Unz as sibenzg joar hinner, Sen Kroasch beerga, vür d’Winnacht, sén gsinh volli lljöit mita dam via um étzen z’hoei un aschparren das im grunn vür dan gruasse winter. Ievun voaren ingier, tor eini, tor endri hen avittrut d’nachpara un ghannut as kollutziunh wass dschi hen kheen zam hous: wust un dschambunh, gute chiesch, chüjini, bloat néidlu ol batüwa, kaffi, milch, wéin, hunkh um essen mit dam bruat.

Wa wéilu voart, antwier das ischt gcheen a wissu ischt kannhe lotze um etwas gschöjun. Im Ronh, darwil eina der wachtunu, ellji sén gsinh im pielljhe un séntsch nen kannhen troan awek d’chüjini van im hous … um dschi essen mit anner gséllji … auch das ischt gsinh an brouch.

Zam méztku, bsinnimich lannhuscht, hentsch toan z’grobschta allz im selben tag, un dé spoat d’nacht, het mu mussun chorrun da nawe wust un z’buddinh, as poar trüffili ol stekhjini um essen darmit un etwas z’tringhien … wir chinn sén aschuan gsinh z’schloafe un séntsch nüntsch kannhen arwékhjen un troa chorrun z’buddinh. Génh wénn mu het kesse ol trunghe, séjiis in as kollutziunh ol wachen am tuate, z’miternacht hentsch gmachut z’kaffi, ol vür gien da vargeb, woa dschi hen keen elljene an trungh, hentsch nündsch zeihut z’gwintschen vür d’lljaubu sieli; “Gottsch ergans vür d’lljaubu sieli”, un d’chinn: “das war mieje wacksen gsünni, grechi un gwoaltigi”. (Abgedruckt in: Augusta 56, 2024, S. 44.)

Deutsche Übersetzung: In Issime, auf der Alp oder im Talgrund, bereiteten Verwandte, Nachbarn oder Freunde, wenn jemand auf eine Totenwache kam, ein Nachtmahl vor, ebenso wie für eine Rüddu (nächtlicher Heu- oder Misttransport bei gutem Mondlicht). Bis vor siebzig Jahren war das San-Grato-Tal bewohnt, und die Menschen zogen mit ihrem Vieh hinauf, dass es das Futter fresse, um dasjenige im Talgrund für den Winter aufsparen zu können. Vor dem Abstieg luden einige ihre Nachbarn ein und bereiteten einen Nachtimbiss mit dem vor, was sie zu Hause hatten: Salami und Schinken, guten Käse, Pfannkuchen, reine Schlagsahne oder mit Eiern, Wein und Zucker geschlagene Sahne, Kaffee, Milch, Wein, Honig zum Brot. Aber manchmal lauerte jemand auf, der davon wusste, und stahl etwas. Im Ronh (Ortsname) waren während einer dieser Nachtwachen alle im Speisesaal und gingen in die Küche, um die Pfannkuchen wegzunehmen … um sie mit anderen Freunden zu essen … auch das war ein Brauch. Wenn das Schwein geschlachtet wurde, ich erinnere mich, vor langer Zeit, wurde fast alles an einem Tag erledigt, und spät in der Nacht mussten wir noch die neue Salami und die Blutwurst probieren, dazu gab es Kartoffeln oder Brotstangen und etwas zu trinken; wir Kinder schliefen schon, und sie weckten uns, um uns die Blutwurst schmecken zu lassen. Immer, wenn uns Essen und Trinken angeboten wurde, sowohl bei Totenwachen als auch bei Beerdigungen, wurde um Mitternacht Kaffee gekocht, bei Besuchen bei Verstorbenen, wo jedem ein Getränk angeboten wurde, wurde uns beigebracht, es den Armen Seelen zu reichen. „Gott gebe es den Armen Seelen“, und die Kinder: ‚Mögen wir gesund, kräftig und ehrlich aufwachsen‘.

## Gallerie

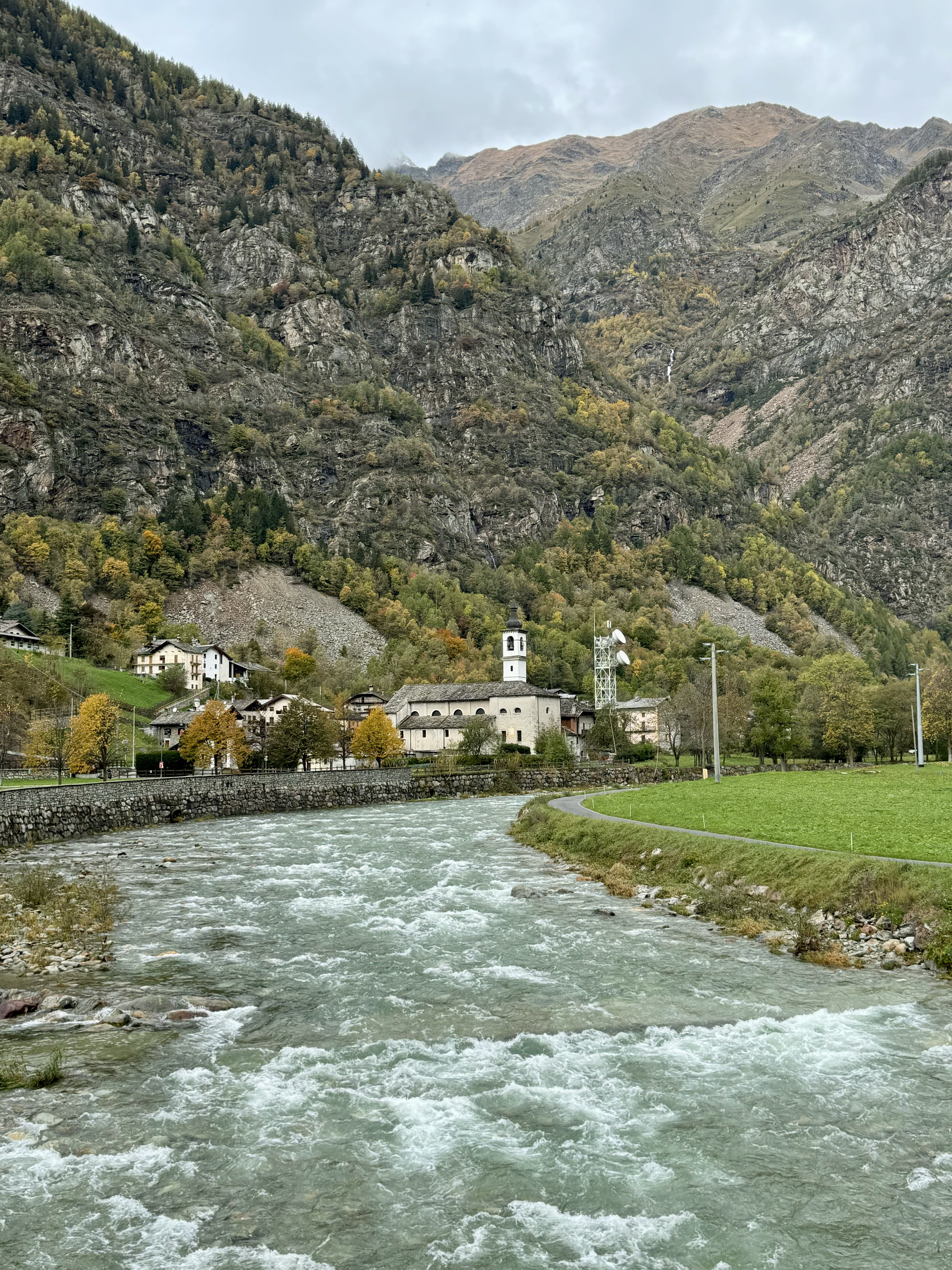
Duarf an der Lys
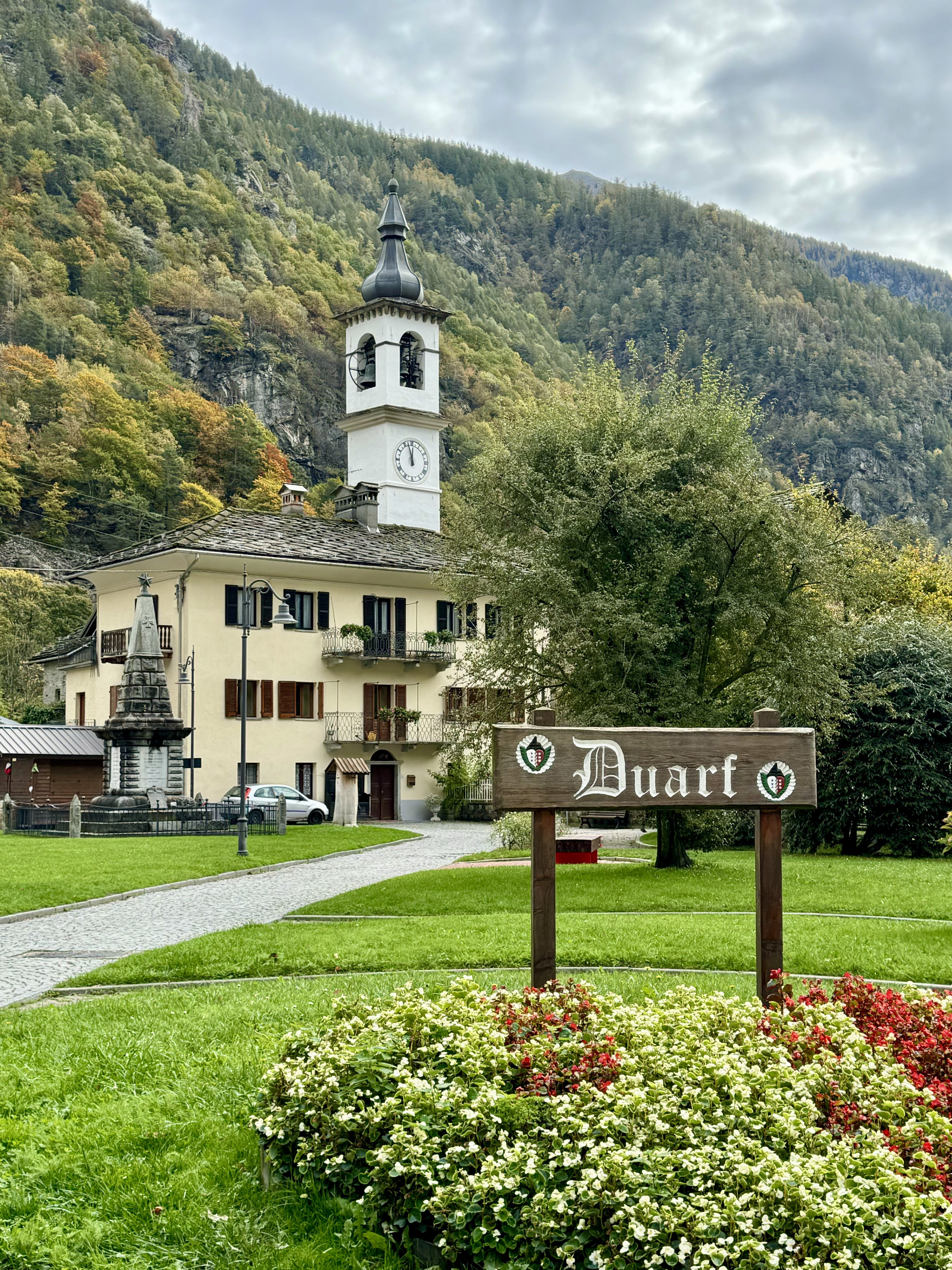
D’Chinnumattu im Duarf, dem Hauptort der Gemeinde
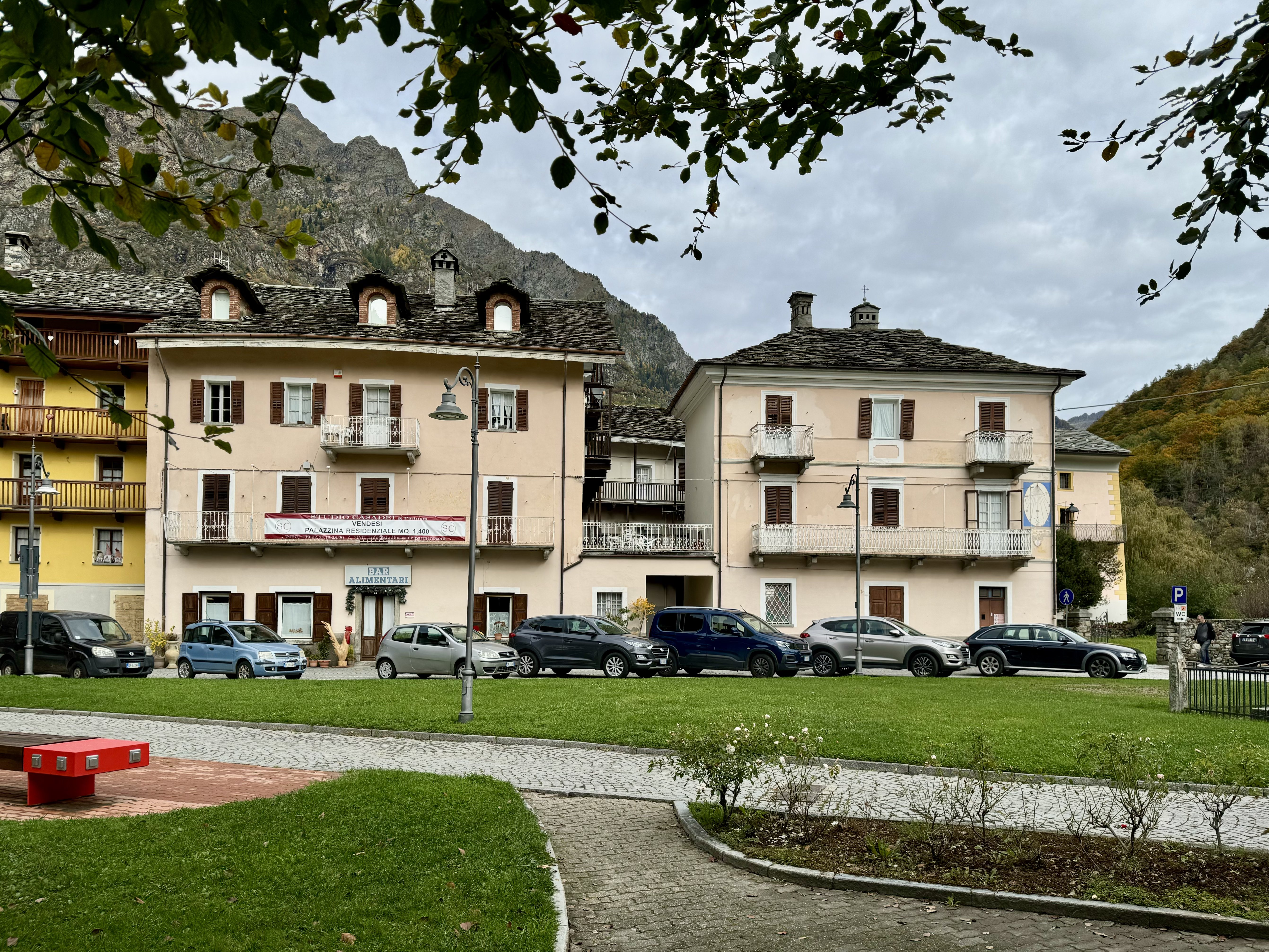
Häuser an der Chinnumattu im Duarf
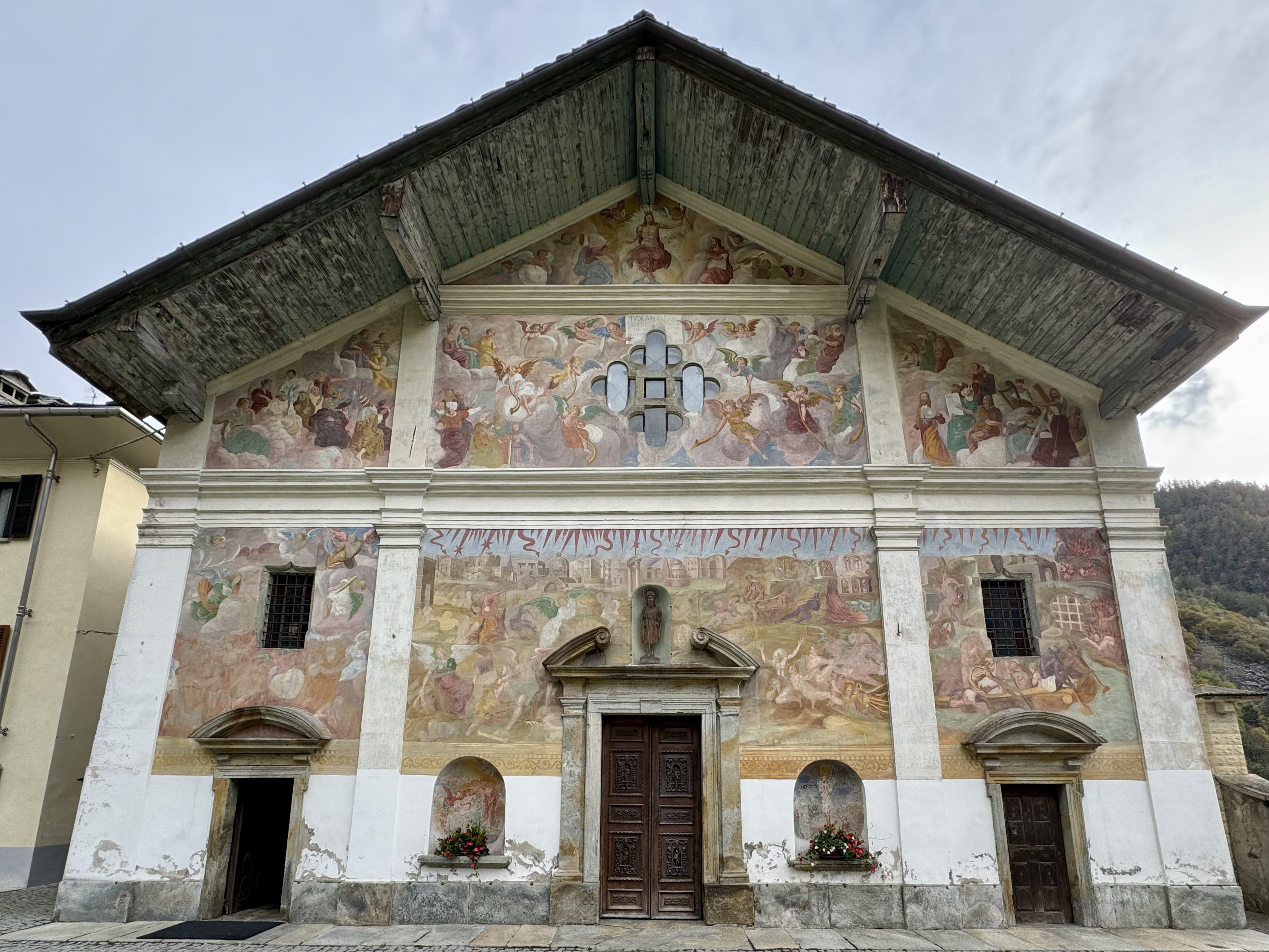
Pfarrkirche St. Jakob
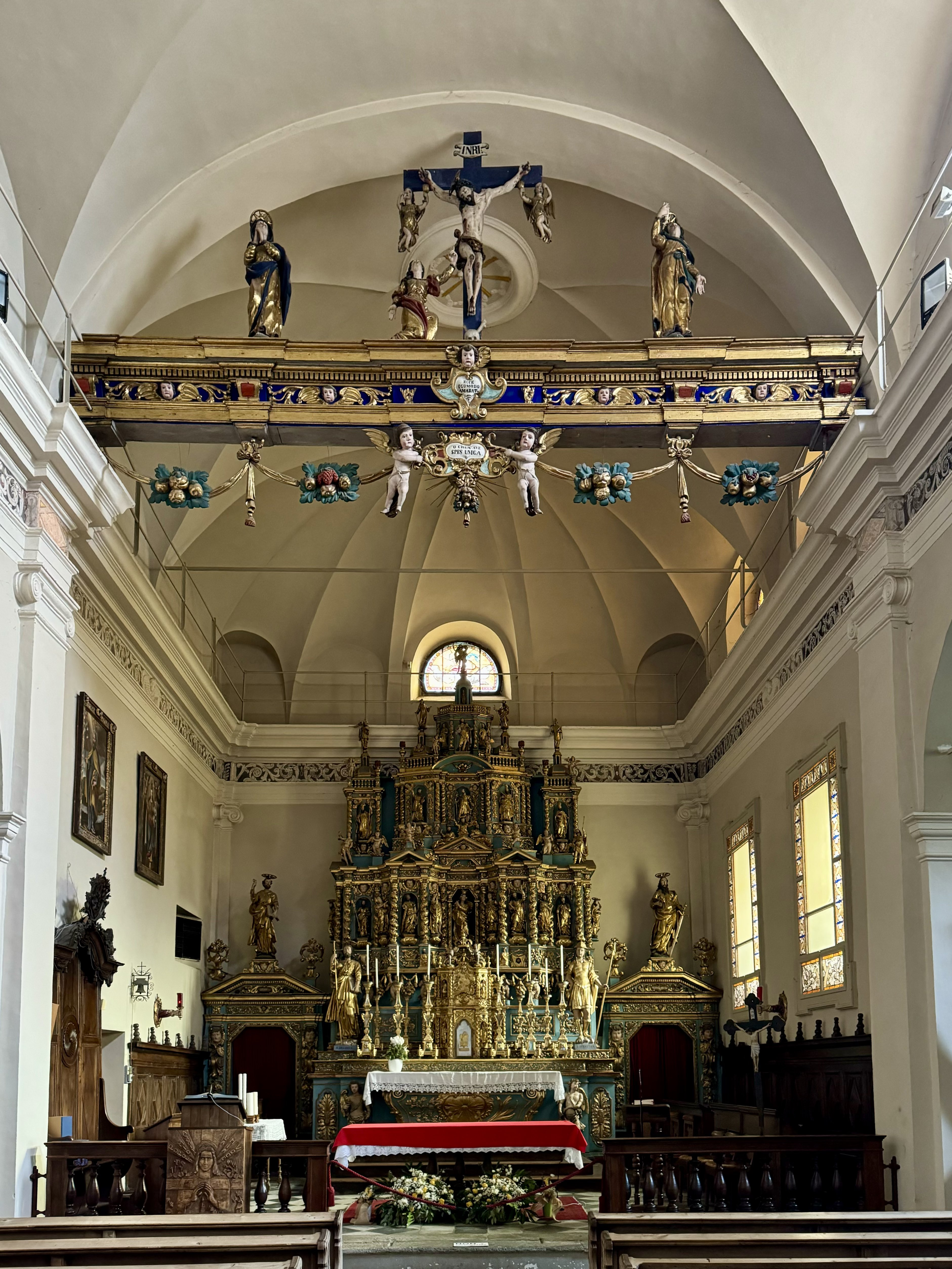
Pfarrkirche St. Jakob (Innenaufnahme)
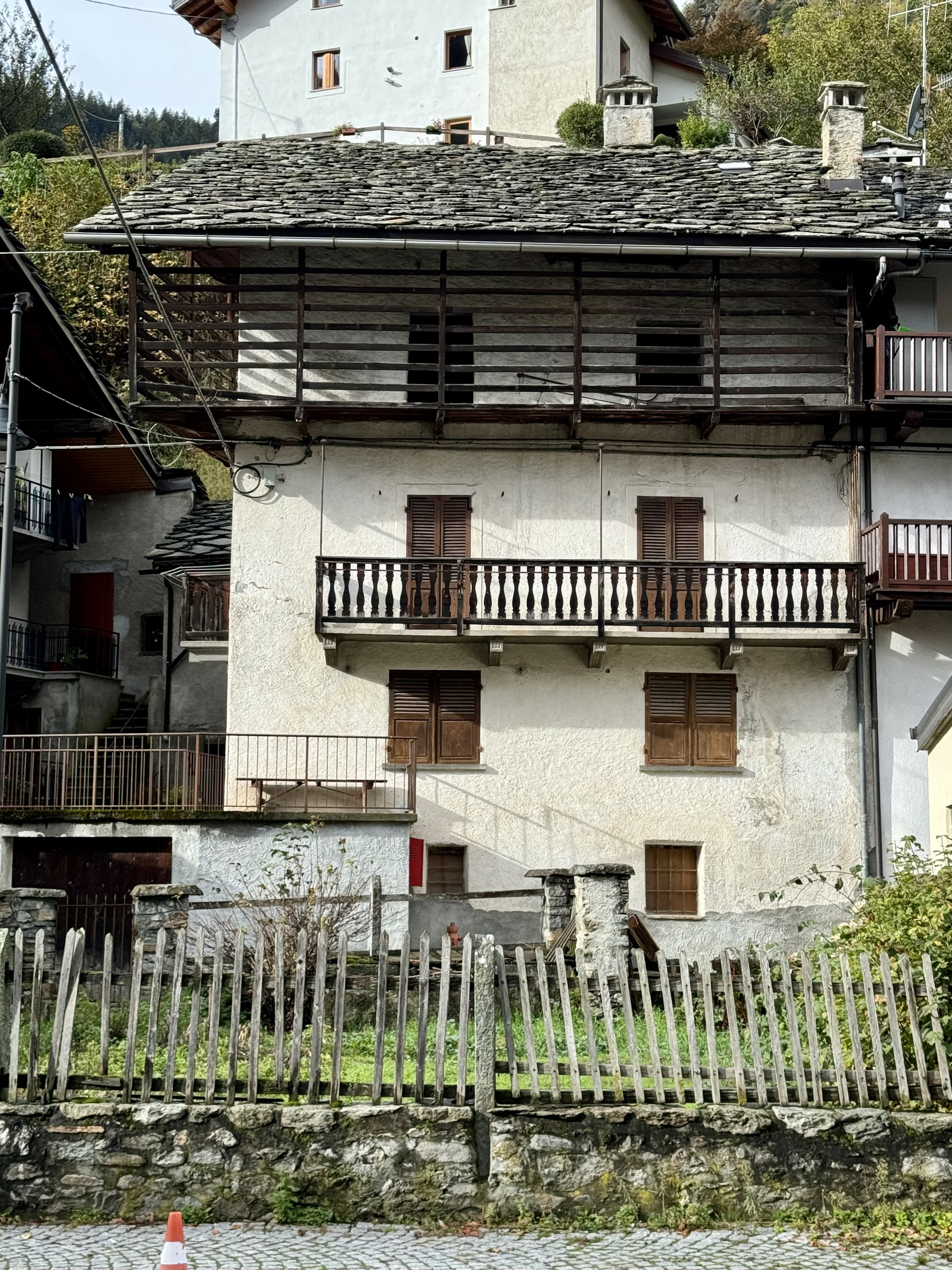
Altes Haus
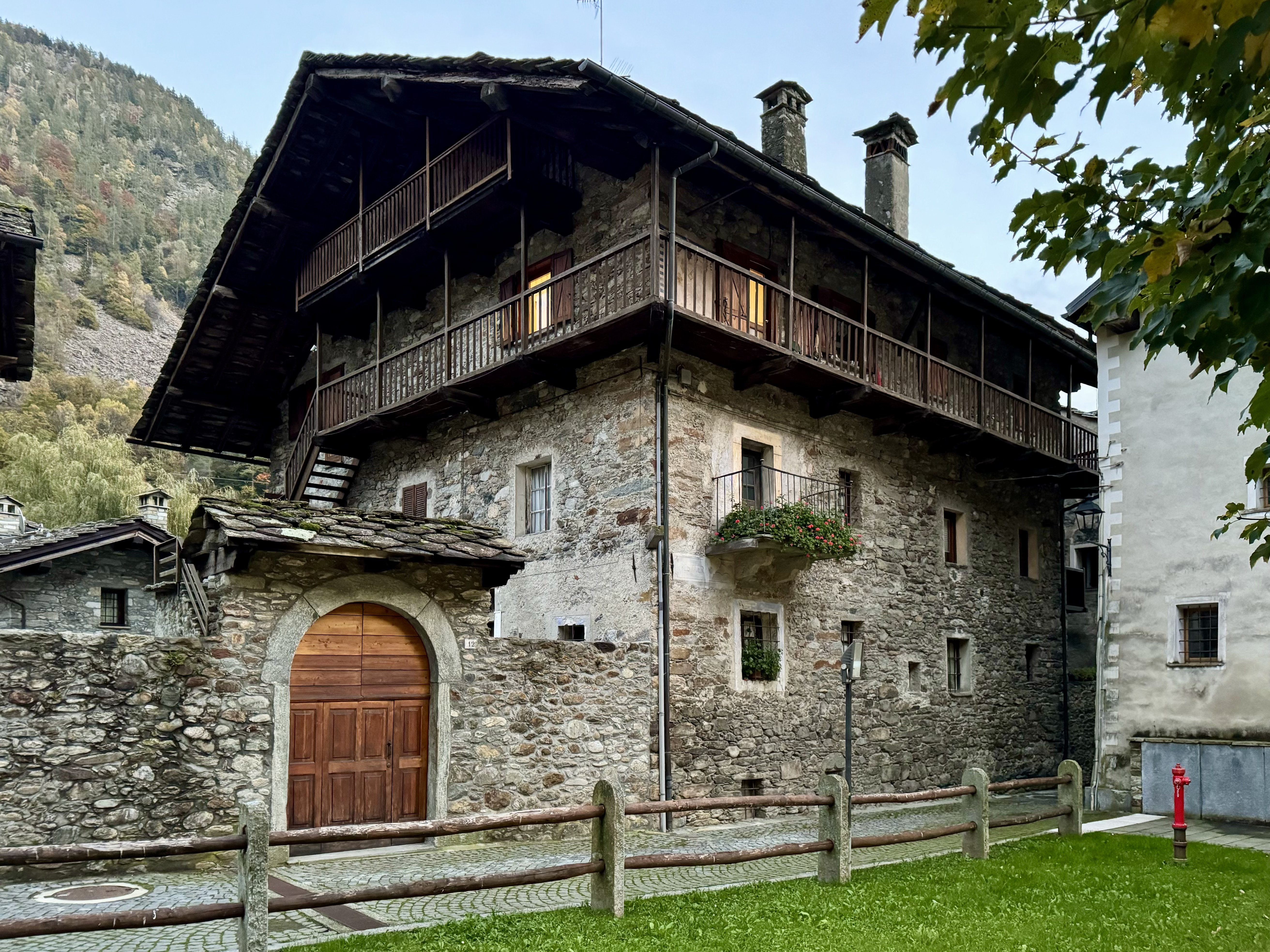
Altes Haus
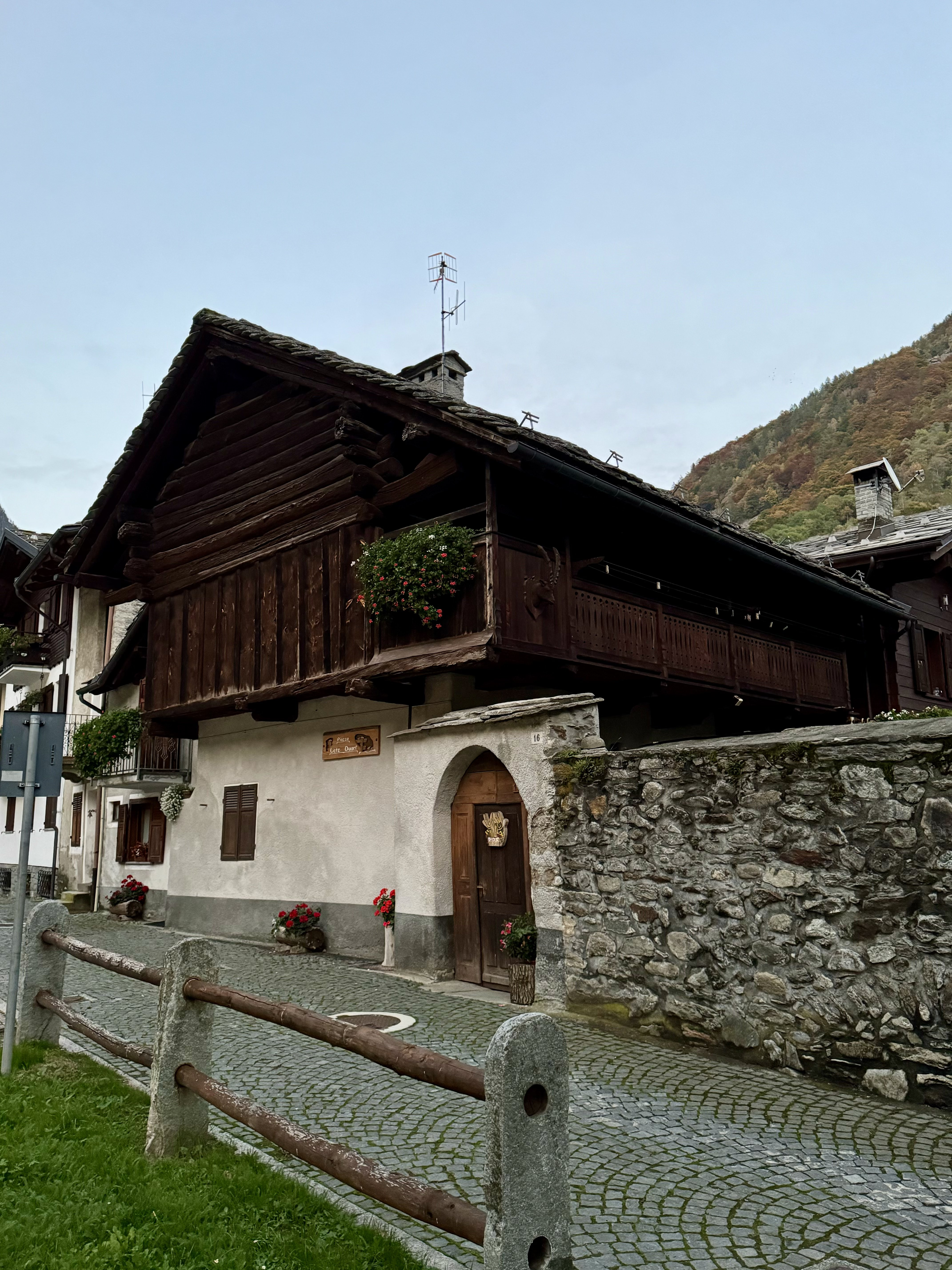
Altes Haus
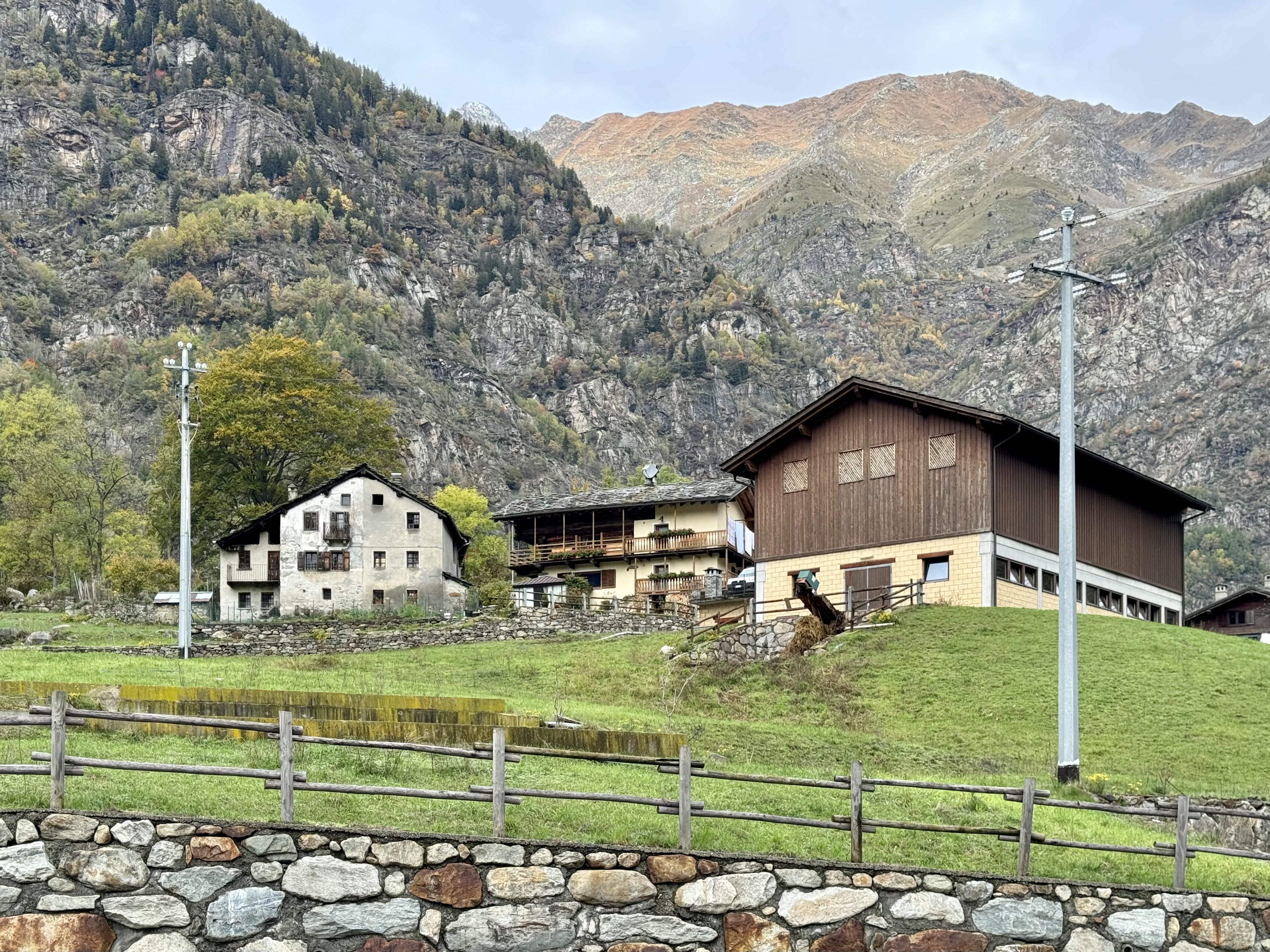
Bauernhof
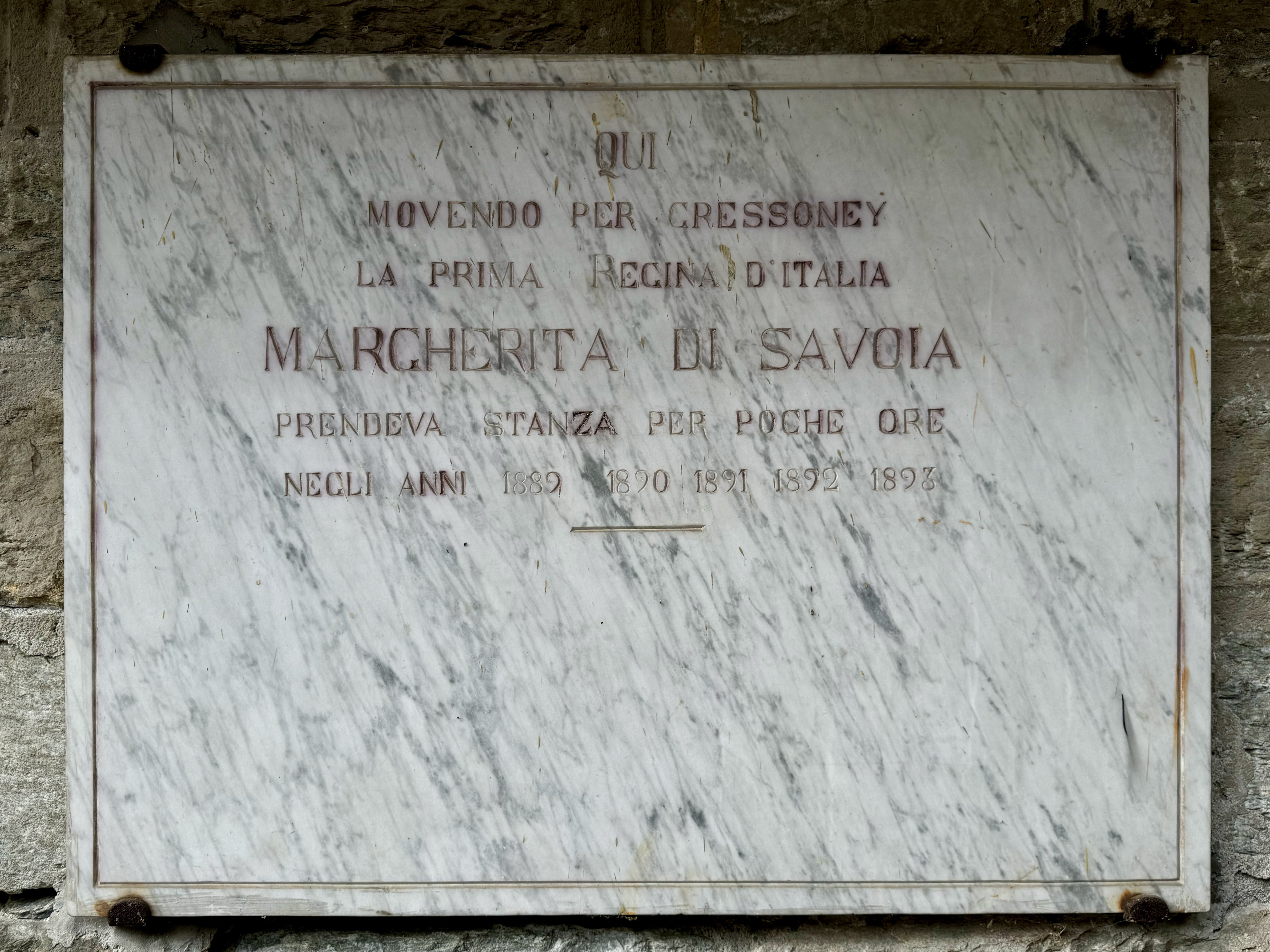
Gedenktafel für Königin Margherita von Italien am Hotel Posta, die hier auf ihrer Reise nach Gressoney Halt zu machen pflegte
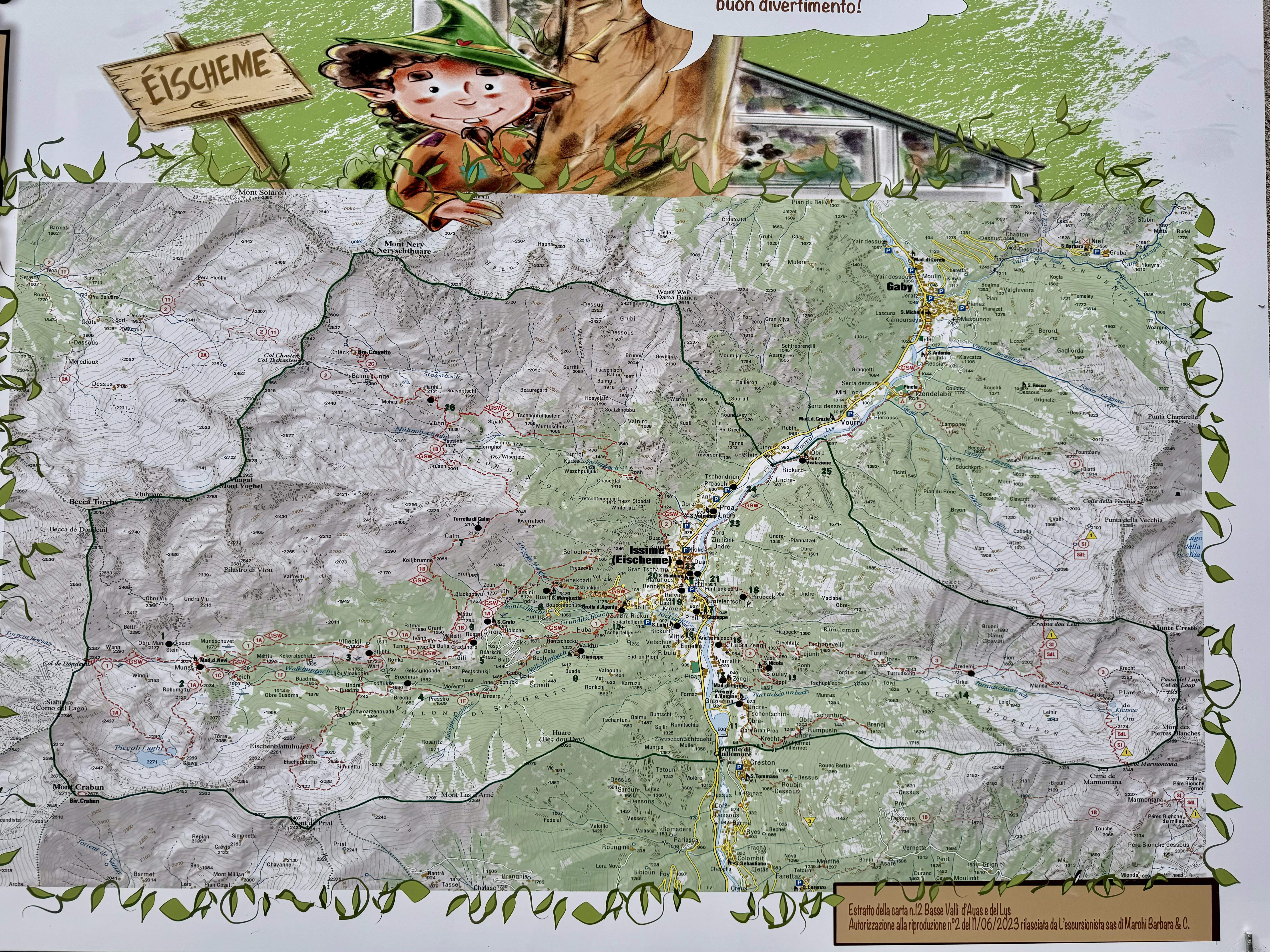
Gemeindekarte von Issime, Aostatal, Issime, mit den deutschen Örtlichkeitsnamen
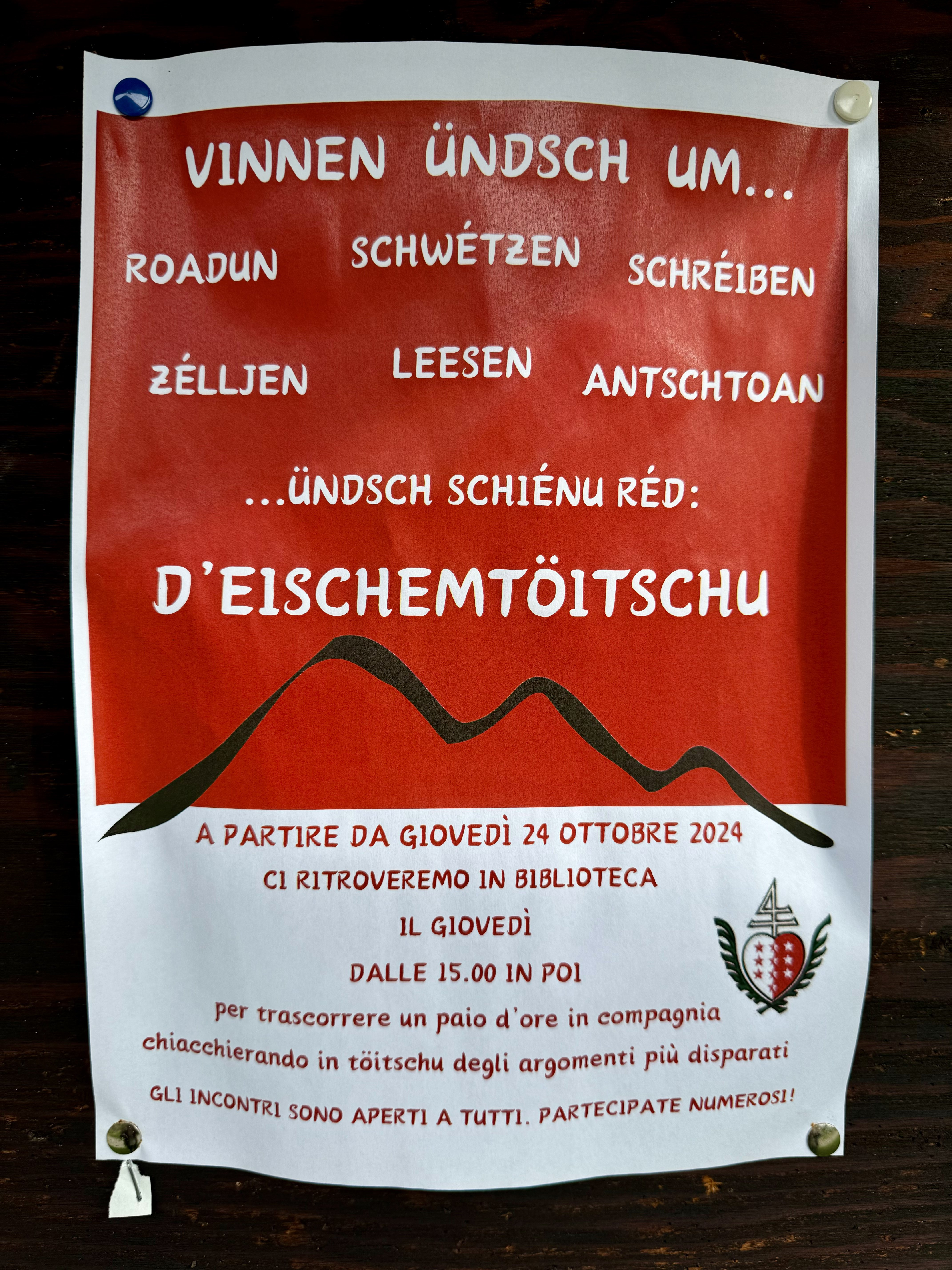
Plakat einer Gesprächsgruppe zur Pflege der höchstelemannischen Mundart von Issime